# Laser a stato solido
Il laser a stato solido è un laser il cui mezzo attivo è un cristallo o un vetro drogato con ioni, differenziandosi così dal laser a coloranti che usa un colorante organico, solitamente in soluzione liquida, come mezzo di amplificazione della luce, e dal laser a gas, in cui viene prodotta una scarica elettrica attraverso un gas opportuno (ad esempio elio-neon) per produrre la luce coerente.

## Mezzi attivi
Gli elementi più comuni usati per il drogaggio del vetro o del cristallo ospitante sono neodimio, cromo, erbio, tulio o itterbio.
Molti dopanti appartengono alle terre rare, in quanto gli stati eccitati di questi elementi non sono fortemente accoppiati con le vibrazioni termiche del reticolo cristallino (i fononi) e le soglie di eccitazione possono essere raggiunte già con basse intensità del pompaggio laser.
L'attivazione laser a stato solido è stata ottenuta con centinaia di mezzi attivi, ma solo alcuni sono di utilizzo comune. Il più utilizzato è il laser Nd:YAG. I vetri e le ceramiche al neodimio o itterbio vengono utilizzati per potenze elevate dell'ordine del terawatt.
Il primo materiale utilizzato è stato un cristallo sintetico di rubino. I laser a rubino vengono ancora utilizzati, ma non sono più molto comuni a causa della loro bassa efficienza in termini di potenza di emissione. A temperatura ambiente i laser al rubino sono in grado di emettere solo brevi impulsi di luce, mentre a temperature criogeniche possono emettere un treno continuo di impulsi.